# Кубок Фінляндії з футболу 2004
Кубок Фінляндії з футболу 2004 — 50-й розіграш кубкового футбольного турніру в Фінляндії. Титул втретє здобула МюПа.

## Календар
| Раунд           | Дата                       | Матчі | Клуби     |
| --------------- | -------------------------- | ----- | --------- |
| Перший раунд    |                            | 74    | 386 → 312 |
| Другий раунд    |                            | 124   | 312 → 188 |
| Третій раунд    |                            | 62    | 188 → 126 |
| Четвертий раунд | 25 квітня - 20 травня 2004 | 62    | 126 → 64  |
| 1/32 фіналу     | 15-17 червня 2004          | 32    | 64 → 32   |
| 1/16 фіналу     | 28 червня - 21 серпня 2004 | 16    | 32 → 16   |
| 1/8 фіналу      | 16-17 жовтня 2004          | 8     | 16 → 8    |
| 1/4 фіналу      | 20 жовтня 2004             | 4     | 8 → 4     |
| 1/2 фіналу      | 23 жовтня 2004             | 2     | 4 → 2     |
| Фінал           | 30 жовтня 2004             | 1     | 2 → 1     |

## 1/16 фіналу
| Команда 1      | Рахунок | Команда 2               |
| -------------- | ------- | ----------------------- |
| 28 червня 2004 |         |                         |
| Віркія (3)     | 0:3     | ПП-70 (2)               |
| Віїкінгіт (2)  | 0:4     | Гака                    |
| АК Вантаа (4)  | 0:4     | Гямеенлінна             |
| Сіті Старс (4) | 1:2     | ВПС (2)                 |
| МуСа (3)       | 0:4     | Лахті                   |
| Клубі-04 (3)   | 5:1     | КааПо (3)               |
| Гюйма (3)      | 1:0     | ТПС                     |
| Зуліманіт (4)  | 3:6     | КяПа (3)                |
| КТП (3)        | 2:4     | Куусанкоскі (2)         |
| Їіппо (3)      | 0:7     | Міккелін Паллоільят (2) |
| ВІФК (3)       | 2:7     | Алліанссі               |
| МаКу (5)       | 1:3     | ТП-Сейняйокі (3)        |
| Ювяскюля (3)   | 1:5     | ГІК                     |
| КооТееПее      | 1:0     | Яро                     |
| ТП-47          | 0:3     | РоПС                    |
| 21 серпня 2004 |         |                         |
| ПуіУ (4)       | 1:3     | МюПа                    |

## 1/8 фіналу
| Команда 1        | Рахунок      | Команда 2               |
| ---------------- | ------------ | ----------------------- |
| 16 жовтня 2004   |              |                         |
| Лахті            | 3:3 пен. 4:3 | Міккелін Паллоільят (2) |
| ТП-Сейняйокі (3) | 0:7          | Алліанссі               |
| ВПС (2)          | 2:3 дч       | ПП-70 (2)               |
| МюПа             | 3:2          | ГІК                     |
| КяПа (3)         | 0:2          | Гака                    |
| Гюйма (3)        | 0:3          | Гямеенлінна             |
| 17 жовтня 2004   |              |                         |
| Клубі-04 (3)     | 1:0          | Куусанкоскі (2)         |
| РоПС             | 2:0          | КооТееПее               |

## 1/4 фіналу
| Команда 1      | Рахунок      | Команда 2    |
| -------------- | ------------ | ------------ |
| 20 жовтня 2004 |              |              |
| Гака           | 2:1          | Лахті        |
| Алліанссі      | 1:2          | МюПа         |
| ПП-70 (2)      | 1:3          | Клубі-04 (3) |
| Гямеенлінна    | 1:1 пен. 6:5 | РоПС         |

## 1/2 фіналу
| Команда 1      | Рахунок | Команда 2   |
| -------------- | ------- | ----------- |
| 23 жовтня 2004 |         |             |
| Гака           | 3:6     | МюПа        |
| Клубі-04 (3)   | 1:2     | Гямеенлінна |

## Фінал
| 30 жовтня 2004 |

| Гямеенлінна | 1:2      | МюПа                     |
| ----------- | -------- | ------------------------ |
| Бернс 51'   | Протокол | Пухакайнен 23' Ахо 90+2' |

| «Фіннейр Стедіум», Гельсінкі Глядачів: 2 650 Арбітр: Веса Саарінен |